# Große Kreisstadt
Große Kreisstadt ist ein Begriff aus dem deutschen Kommunalrecht. Sie ist in einigen Bundesländern ein besonderer rechtlicher Status einer in der Regel größeren kreisangehörigen Gemeinde, die bestimmte zusätzliche Zuständigkeiten im Vergleich zu den sonstigen kreisangehörigen Gemeinden innehat. Dieser Sonderstatus fußt auf hoheitlicher Verleihung. Einerseits können kreisfreie Städte (in Baden-Württemberg: Stadtkreise) aus Gründen des öffentlichen Wohls durch Gesetz oder Rechtsverordnung mittels Eingliederung in einen Landkreis zu kreisangehörigen Großen Kreisstädten herabgestuft werden, wie es im Rahmen von Kommunalreformen geschehen ist. Andererseits können kreisangehörige Gemeinden auf eigenen Antrag durch Rechtsverordnung des Landes- bzw. Staatsministeriums des Inneren den Status einer Großen Kreisstadt erlangen, der erst ab einer bestimmten Mindesteinwohnerzahl erteilt werden kann. Das Staatsministerium des Inneren hat bei der Abwägung, ob eine kreisangehörige Gemeinde zu einer Großen Kreisstadt werden soll, zu berücksichtigen, inwieweit die betreffende Gemeinde mit ihrer Leistungs- und Verwaltungskraft deren Aufgaben ordnungsgemäß erfüllen kann. Große Kreisstädte müssen nicht zwingend auch Kreisstädte (Sitz des Landratsamtes) sein. Die meisten Großen Kreisstädte sind keine großen Kreisstädte, denn sie sind weder Großstadt noch Kreisstadt.

## Große Kreisstädte in Baden-Württemberg, Bayern, Sachsen und Thüringen
In Baden-Württemberg, Bayern und Sachsen nennt man diese Städte mit Sonderstatus Große Kreisstädte. In Thüringen existiert die Bezeichnung Große Kreisstadt parallel zu den Großen kreisangehörigen Städten. Allgemein gehören Große Kreisstädte also weiterhin zum Landkreis, übernehmen jedoch teilweise Aufgaben, die ansonsten die Landkreisverwaltung erledigt. Die Einwohnergrenze ist unterschiedlich geregelt. In Baden-Württemberg liegt sie bei 20.000, in Sachsen bei 17.500 und in Bayern bei 30.000 Einwohnern. Hat eine Stadt die betreffende Einwohnerzahl erreicht, kann sie den Status Große Kreisstadt bei der Landesregierung beantragen. In aller Regel wird diesem Antrag dann auch entsprochen und die Stadt zur Großen Kreisstadt erklärt. Bei Gemeinden, die noch nicht Stadt waren, ist diese Erklärung automatisch mit dem Stadtrecht verbunden. Sinkt die Einwohnerzahl wieder unter die jeweilige Zahl ab, so behält die Stadt dennoch den Status einer Großen Kreisstadt (so z. B. zeitweise Giengen an der Brenz in Baden-Württemberg).

### Baden-Württemberg
In Baden-Württemberg gibt es 96 Große Kreisstädte (Stand: 1. Januar 2025). Hier gilt eine Einwohnerzahl von mindestens 20.000. Am 1. April 1956 wurden mit Inkrafttreten der Gemeindeordnung alle Städte mit mehr als 20.000 Einwohnern zur Großen Kreisstadt erklärt. Inzwischen haben die meisten der ehemaligen Kreisstädte den Status Große Kreisstadt, weil sie meist durch Eingemeindungen die Grenze überschritten haben. Lediglich die heutigen Kreisstädte Künzelsau, Sigmaringen und Tauberbischofsheim sowie die ehemaligen Kreisstädte Buchen (Odenwald), Hechingen, Neustadt im Schwarzwald (heute Titisee-Neustadt), Müllheim im Markgräflerland, Münsingen, Bad Säckingen, Bad Saulgau, Stockach, Tettnang und Wolfach sind keine Großen Kreisstädte, weil sie weniger als 20.000 Einwohner haben. Der Bürgermeister einer Großen Kreisstadt trägt wie in Bayern die Amtsbezeichnung Oberbürgermeister.
Nach ihrer Aufgabenstellung sind Große Kreisstädte in Baden-Württemberg grundsätzlich „Untere Verwaltungsbehörden“, d. h. sie erledigen auch die staatlichen Verwaltungsaufgaben (nicht Selbstverwaltungsangelegenheiten!) der Landkreise, denen sie weiterhin angehören, bzw. vergleichbaren Stadtkreisen. Welche Aufgaben jedoch weiterhin vom Landkreis übernommen werden, ist in § 19 Landesverwaltungsgesetz Baden-Württemberg abschließend geregelt. Dazu gehören z. B. das Staatsangehörigkeitswesen, die Aufsicht im Personenstandswesen sowie der Katastrophenschutz und die zivile Verteidigung.

### Bayern
In Bayern existieren 29 Große Kreisstädte. Der Status einer Großen Kreisstadt wurde mit der Kreisgebietsreform am 1. Juli 1972 durch das 2. Gesetz zur Stärkung der kommunalen Selbstverwaltung vom 15. Dezember 1971 eingeführt. Am Vortag hatte Bayern noch 48 kreisfreie Städte, von denen 23 ihre Kreisfreiheit verloren und in die umliegenden bzw. neu gebildeten Landkreise eingegliedert wurden. Diese 23 vormals kreisfreien Städte hatten sich als zu schwach erwiesen, sämtliche Aufgaben eines Landkreises und einer Kreisverwaltungsbehörde (Aufgaben der allgemeinen und inneren Verwaltung, der Bauverwaltung, der Sicherheitsverwaltung usw.) namens des Staates zusätzlich zu ihren normalen Gemeindeaufgaben tragen zu können. Andererseits hatten sie eine höhere Leistungs- und Verwaltungskraft als die bisherigen „normalen“ kreisangehörigen Gemeinden. Daher wollte man den in die Landkreise eingegliederten Gemeinden einige Aufgaben überlassen, die über die einer „normalen“ kreisangehörigen Gemeinde hinausgehen. Somit wurden diese 23 Städte am 1. Juli 1972 zu „Großen Kreisstädten“.
Neben diesen durch Eingliederung von kreisfreien Städten in Landkreise veranlassten Statusänderungen sind in Bayern auch sechs kreisangehörige Gemeinden zu Großen Kreisstädten erhoben worden: Dachau durch Rechtsverordnung vom 4. Januar 1973 mit Wirkung ab 1. Februar 1973, Dinkelsbühl und Donauwörth durch Gesetz vom 26. Juli 1997 mit Wirkung ab 1. Januar 1998, Germering durch Rechtsverordnung vom 19. August 2004 mit Wirkung ab 1. Oktober 2004 und Fürstenfeldbruck durch Rechtsverordnung vom 6. August 2005 mit Wirkung ab 1. Januar 2006. Erding wurde am 1. Januar 2013 als letzte bayerische Stadt mit mehr als 30.000 Einwohnern Große Kreisstadt.
Bei den Städten Dinkelsbühl und Donauwörth war ein Parlamentsgesetz erforderlich, da laut der Bayerischen Gemeindeordnung die Erhebung einer Gemeinde zur Großen Kreisstadt durch Rechtsverordnung erst ab einer Einwohnerzahl von 30.000 möglich ist. Bei beiden vormaligen Freien Reichsstädten handelt es sich um ehemalige kreisfreie Städte, die ihren Status jedoch bereits 1940 verloren und daher nicht bereits 1972 Große Kreisstädte wurden. Somit gibt es in Bayern derzeit 29 Große Kreisstädte. Kleinste Große Kreisstadt ist Rothenburg ob der Tauber mit 10.926 Einwohnern (Stand: 31. Dezember 2013).
Die Große Kreisstadt übernimmt nach Art. 9 Abs. 2 der Bayerischen Gemeindeordnung im übertragenen Wirkungskreis Zuständigkeiten als Gemeindeaufgaben, die sonst vom Landratsamt als der unteren staatlichen Verwaltungsbehörde wahrzunehmen sind. Der konkrete Umfang der auf die Großen Kreisstädte im Vergleich zu den anderen kreisangehörigen Gemeinden übertragenen Zuständigkeiten ist in der Verordnung über Aufgaben der Großen Kreisstädte (GrKrV) geregelt. Zu den zahlreichen übertragenen Zuständigkeiten zählen insbesondere die Aufgaben der unteren Bauaufsichtsbehörde, das Wasserrecht, die untere Straßenverkehrsbehörde, das Gaststättenrecht und einzelne Aufgaben nach der Gewerbeordnung. Die Aufgaben des eigenen Wirkungskreises der überörtlichen Gemeinschaft, wie Krankenhäuser, Kreisstraßen und Sachaufwandsträgerschaft für weiterführende Schulen, verbleiben dagegen auch bei Großen Kreisstädten beim Landkreis.
In Bayern sind von den Großen Kreisstädten die leistungsfähigen kreisangehörigen Gemeinden zu unterscheiden, die nur auf dem Gebiet der Bauaufsicht und des Wasserrechts Aufgaben namens des Staates übertragen bekommen haben.
Der Bürgermeister einer Großen Kreisstadt trägt wie in Baden-Württemberg die Amtsbezeichnung Oberbürgermeister, wie in Art. 34 Abs. 1 Satz 2 GO festgelegt.

### Sachsen
Hier gilt eine Mindesteinwohnerzahl von 17.500 als Voraussetzung, dass Städte auf ihren Antrag von der Staatsregierung zu Großen Kreisstädten erklärt werden, wenn sie Gewähr für die ordnungsgemäße Erfüllung der damit verbundenen Aufgaben bieten. Darüber hinaus konnten auch Städte mit weniger als 17.500 Einwohnern, die im Zuge der Kreisreformen der Jahre 1994/1996 und 2008 die Funktion des Kreissitzes verloren, den Status einer Großen Kreisstadt erlangen. Die Zuständigkeiten der Großen Kreisstädte sind gemäß § 3 Abs. 1 der Sächsischen Gemeindeordnung durch die Verordnung der Sächsischen Staatsregierung über die Zuständigkeit der Großen Kreisstädte vom 30. Juni 2011 (SächsGVBl. S. 202) veröffentlicht. Übertragen sind damit Aufgaben aus dem Gewerberecht und nach der Straßenverkehrsordnung.
Kleinste Große Kreisstadt ist Rochlitz mit rund 5.700 Einwohnern; größte ist Zwickau mit knapp 90.000 Einwohnern.

### Thüringen
In Thüringen ist keine Mindesteinwohnerzahl für Große Kreisstädte festgelegt. Der Titel wird gemäß § 6 Abs. 3 a der Thüringer Kommunalordnung denjenigen Städten verliehen, die sich als kreisfreie Städte in einen Landkreis eingliedern lassen und nicht zum Kreissitz bestimmt werden. Ferner ist die Übertragung von Aufgaben aus der Zuständigkeit eines Landkreises an eine Große Kreisstadt durch ein Gesetz möglich. Dies wurde anlässlich der Eingliederung Eisenachs in den Wartburgkreis zum 1. Juli 2021 in der Plenarsitzung vom 12. September 2019 gesetzlich beschlossen.

## Vergleichbare Städte in anderen Bundesländern
Vergleichbare Bezeichnungen aus anderen Bundesländern sind:
- „Große selbständige Stadt“ in Niedersachsen
- „Selbständige Gemeinde“ in Niedersachsen
- „Große kreisangehörige Stadt“ in Brandenburg, Mecklenburg-Vorpommern, Nordrhein-Westfalen, Rheinland-Pfalz, Schleswig-Holstein und Thüringen
- „Mittlere kreisangehörige Stadt“ in Nordrhein-Westfalen
- „Mittelstadt“ im Saarland
- In Hessen gibt es auch sieben Städte mit Sonderstatus, sie haben dort jedoch keine besondere Bezeichnung. In den anderen Bundesländern sind solche Sonderstatusstädte nicht vorgesehen.